# 謎樣公路
《謎樣公路》（英語：Mystery Road）是一部2013年的澳洲犯罪電影，它的导演和编剧是伊凡·森。本片在2013年多伦多国际电影节上放映。

## 剧情
靠近昆士兰州通泰的一个乡村小镇，一名卡车司机听到野狗咆哮，他在一个隧道里发现了一个叫朱莉梅森（Julie Mason）的十几岁女孩的尸体。侦探杰·斯万（Aaron Pedersen）从城里调遣到这里负责这起谋杀案。 他了解到朱莉是一名吸毒者，并且发现她和卡车司机有过性交易。一天晚上，杰跟踪他的同事朱诺（Hugo Weaving）和罗博（Robert Mammone），看到他们来到一个前不着村后不着店的废弃大楼。当他们发现杰在远处时，杰开始逃但是被抓住。朱诺问他是否曾经失手杀过人。
邻居家的一个男孩告诉杰他找到了朱莉的电话，并交给了他。杰发现好几条短信是发给他十几岁的女儿克里斯特尔（Crystal）。杰去看望他的前妻玛丽（Tasma Walton）并希望可以和女儿聊一会儿。他问克里斯特尔是否愿意搬去城里和他一起生活，但是她哭着跑开了。杰搜查了一个农场，和农场主山姆.贝利（David Field）见了面。在杰离开之前，他看到了一个年轻的男子(Ryan Kwanten)留下了一辆白色的猎车。杰还发现十几岁的女孩奈莉.邓恩也失踪了。当得知朱莉经常在黄昏时去 酒店和卡车男幽会。杰下决心要找到在她死亡那天晚上出现过的那个男人。
当他询问旅馆负责人(Zoe Carides)酒店那些常客在事发当晚入住过，她说威廉·史密斯，他开一辆白色的猎车。杰追查这辆车来到一个很荒凉的房子。见到史密斯，杰意识到他和在山姆的农场时见到的是同一个人。史密斯言语对杰有所不敬，并且拒绝说话，只是说自己是一个猎杀袋鼠的猎人。他和他的自行车手室友恐吓杰。杰回到警察局查看史密斯的历史纪录，但是却一无所获。杰还调查了他的车牌，发现史密斯其实是山姆的儿子皮特。
第二天，杰跟踪皮特来到一条当地的街头。皮特下了车，朱诺进了车，没有看到杰。杰跟着朱诺来到一个休息的地方，来和当地的一个犯人韦恩.斯维曼(Damian Walshe-Howling)见面。杰来到韦恩的住处，但是韦恩看到他之后，开始逃跑。杰开车堵住了他的路，逮捕了他。  韦恩提到他帮人看海洛因，他把海洛因留在车里了。当韦恩离开车后，海洛因就被偷了。在审讯时，朱诺来敲门。他让杰离开审讯室，说韦恩是他的线人。
之后，杰看到一辆可疑的橘色轿车开到一座小山上。他用他的温彻斯特步枪瞄准那辆车。这是一辆路虎出现了，橘色车的司机把韦恩从车里拉了出来，交给了路虎车的司机。他们杀死韦恩后离开。杰发现了奈莉的尸体，同时收到一通来自本地病理学家的电话，在奈莉的指甲里面发现了车座纤维。杰和朱诺见面发现杰并没有受贿，于是杰想帮助他。但是朱诺需要到朱莉的家去找“那丢失的信息”。 但是他还告诉杰，罗博有参与到这个毒品生意中。杰搜查了房子，打开了电视机，发现了几包可卡因。于是杰安排在山上进行交易。
杰来到山上，看到了两辆车。一个男人带着曲棍球面具从其中一辆车里下来，杰把包递给了他。杰站在那里，远处有人开枪打中了他的手臂。随着另一声枪响，杰又中枪了。 杰看到皮特的开车停在远处，他的挡风玻璃被皮特打碎。皮特朝杰开枪，但是都没打中。戴面具的人被坐在远处车里的朱诺用雷福枪打中了头。橘色的车朝杰开过来，杰开枪击中了司机。皮特的室友坐在车后面，也被杰击中。皮特和朱诺交换枪。最终，皮特开了最后的一发子弹。他朝每个人开枪，同时看向朱诺，发现他被皮特击中颈部。他把他的温彻斯特步枪拿了出来，并上了三发子弹。杰凑近戴面具的人，拉下他的面具，发现他是罗博。他发现皮特已经开车跑了，但是他的车就在附近。他朝自己车的两个轮胎开了两枪，然后开枪击中了皮特的头。杰搜查了越野车，发现山姆坐在车后。他看到车后座上有刮痕，意识到他们杀了朱莉。
日落时分，杰准备离开通泰。他开车路过玛丽的家，看到她和女儿克里斯特站在人行道上。他下了车，和玛丽说话。他们看着对方，画面切黑。

## 演员
- 亚伦·佩德森（Aaron Pedersen） 饰演 侦探 杰 斯万（Jay Swan）
- 雨果·威明（Hugo Weaving）饰演 朱诺（Juhnno）
- 萊恩·昆坦（Ryan Kwanten） 饰演  皮特. 贝利/ 威廉. 史密斯（Pete Bailey/ Willam Bailey）
- 托尼·巴里（Tony Barry） 饰演 沙展
- 达米安·沃尔什-淩（Damian Walshe-Howling）饰演  韦恩. 西尔弗曼（Wayne Silverman）
- 塔斯玛·沃尔顿（Tasma Walton） 饰演 玛丽.斯万(Mary Swan)
- 罗伯特·马蒙（Robert Mammone）饰演  罗博（Rober）
- 布鲁斯·斯彭斯（Bruce Spence）饰演  山姆.贝利（Sam Bailey）
- 大卫·菲尔德（英语：David Field (actor)）（David Field） 饰演  山姆.贝利（Sam Bailey）
- 杰克·汤普森（Jack Thompson）饰演 查理. 马瑞（Charlie Murray）
- 薩瑪拉·威明（Samara Weaving） 饰演  佩吉.罗哲（Peggy Rogers）
- 罗·贝里（Roy Billing） 饰演 武器店老板（Weapon Shop Owner）
- 佐伊·卡瑞岱（Zoe Carides） 饰演  旅馆老板（Motel Owner）
- 杰克·查尔斯（Jack Charles） 饰演  杰的叔叔（Jay's uncle）

## 电影反响
《神秘之路》受到了很多评论家和观众的好评，在烂番茄影评网（Rotten Tomatoes）得到89%的好评。FILMINK的汤姆.克里夫称这部电影为“该电影的故事情节巧妙，是过去几年中最好的电影之一。”悉尼晨报的桑德拉.霍尔也给予了很积极的评价，并表示“神秘之路和经典西部好莱坞影片有很多相同之处，像英雄标志的牛仔靴子和白色帽子，却没有任何对澳大利亚人的不敬。”星期日时代的克里格.梅塞森表示“这是一部让大家深感满意的影片，它向西方社会展现了现代社会的新南威尔士州。伊万.森的这部优秀的电影謎樣公路填补了澳大利亚电影的严谨。”
并非所有的评论都是正面的。Trepass的艾利克斯评论这部电影“这部电影根本没有足够体现出森的故事。澳大利亚的电影业需要更努力，更有责任感去吸引那些观众的眼球。而《神秘之路》根本就达不到标准。”
| 奖项                                         | 类别         | 主题                                 | 结果 |
| -------------------------------------------- | ------------ | ------------------------------------ | ---- |
| AACTA奖（AACTA Award） (第三届 AACTA Awards) | 最佳电影奖   | 大卫·纣瑟（David Jowsey）            | 提名 |
| AACTA奖（AACTA Award） (第三届 AACTA Awards) | 最佳导演奖   | 伊凡·森（Ivan Sen）                  | 提名 |
| AACTA奖（AACTA Award） (第三届 AACTA Awards) | 最佳原创剧本 | 伊凡·森（Ivan Sen）                  | 提名 |
| AACTA奖（AACTA Award） (第三届 AACTA Awards) | 最佳女演员   | 塔斯玛·沃尔顿（Tasma Walton）        | 提名 |
| AACTA奖（AACTA Award） (第三届 AACTA Awards) | 最佳剪辑奖   | 伊凡·森（Ivan Sen）                  | 提名 |
| AACTA奖（AACTA Award） (第三届 AACTA Awards) | 最佳音效奖   | 劳伦斯·霍恩（Lawrence Horne）        | 提名 |
| AACTA奖（AACTA Award） (第三届 AACTA Awards) | 最佳音效奖   | 尼克·埃蒙德（Nick Emond）            | 提名 |
| AACTA奖（AACTA Award） (第三届 AACTA Awards) | 最佳音效奖   | 黄乔（Joe Huang）                    | 提名 |
| AACTA奖（AACTA Award） (第三届 AACTA Awards) | 最佳音效奖   | 菲尔·贾德（Phil Judd）               | 提名 |
| AACTA奖（AACTA Award） (第三届 AACTA Awards) | 最佳音效奖   | 莱斯·菲迪斯（Les Fiddess）           | 提名 |
| AACTA奖（AACTA Award） (第三届 AACTA Awards) | 最佳音效奖   | 格雷格·菲茨杰拉德（Greg Fitzgerald） | 提名 |